# Nototriche anthemidifolia
Nototriche anthemidifolia är en malvaväxtart som först beskrevs av Esprit Alexandre Remy, och fick sitt nu gällande namn av Arthur William Hill. Nototriche anthemidifolia ingår i släktet Nototriche och familjen malvaväxter. Inga underarter finns listade i Catalogue of Life.